# Крон, Эверт
Эверт Геррит Крон (нидерл. Evert Gerrit Kroon; 9 сентября 1946, Хилверсюм, Северная Голландия — 2 апреля 2018, Hollandsche Rading, Утрехт) — голландский ватерполист, вратарь, выступавший за национальную сборную Нидерландов по водному поло в 1960-х и 1970-х годах. Бронзовый призёр летних Олимпийских игр в Монреале, многократный чемпион Нидерландов в составе клуба HZC De Robben.

## Биография
Эверт Крон родился 9 сентября 1946 года в городе Хилверсюм провинции Северная Голландия, Нидерланды.
На клубном уровне практически на протяжении всей своей спортивной карьеры выступал за местный клуб HZC De Robben, который в то время являлся одним из сильнейших в стране. В его составе неоднократно побеждал в зачёте национального первенства по водному поло.
Впервые заявил о себе на международном уровне в сезоне 1968 года, когда вошёл в основной состав голландской национальной сборной и благодаря череде удачных выступлений удостоился права защищать честь страны на летних Олимпийских играх в Мехико. В своей группе голландцы обыграли Грецию, Мексику, Японию и Египет, тогда как Югославии и ГДР проиграли, а с Италией сыграли вничью. В утешительных встречах уступили США, но обыграли Кубу, расположившись в итоговом протоколе соревнований на седьмой строке. Крон при этом принимал участие во всех девяти матчах своей команды.
В 1972 году отправился выступать на Олимпийских играх в Мюнхене. На предварительном этапе голландские ватерполисты одолели Австралию и Грецию, проиграли Венгрии, сыграли вничью с ГДР. Затем победили Болгарию, Кубу, Испанию и показали ничейный результат с Румынией — таким образом вновь заняли итоговое седьмое место. Крон снова сыграл во всех восьми матчах.
Наибольшего успеха на международной арене Эверт Крон добился в 1976 году на Олимпийских играх в Монреале. На сей раз со своей командой он прошёл Мексику, СССР и Румынию, заняв первое место в группе В, далее в квалификационном раунде выиграл у ФРГ и Югославии, сыграл вничью с Румынией и Италией, проиграл Венгрии. Нидерланды набрали столько же очков как и занявшая второе место Италия, но уступили итальянцам по количеству заброшенных мячей и получили таким образом бронзовые олимпийские медали.
В течение своей спортивной карьеры Эверт Крон в общей сложности принял участие в 182 матчах национальной сборной Нидерландов.
Впоследствии занимался связанным со спортом бизнесом.
Умер 2 апреля 2018 года в городе Hollandsche Rading в возрасте 71 года.